# Otto von Proeck
Otto Emil Max von Proeck (* 12. August 1886 auf Scheelshof bei Arys; † 8. März 1947 in Toruń) war ein deutscher Offizier der Schutztruppe für Kamerun und SS-Oberführer, der zur Zeit des Nationalsozialismus Polizeipräsident in Bromberg und Kassel war.

## Leben
Otto von Proeck stammt aus dem preußischen Adelsgeschlecht Proeck als Sohn des Max von Proeck (1854–1944) und dessen Ehefrau Anna, geborene Scheel (1861–1942). Er erhielt zunächst Privatunterricht und besuchte ab 1905 eine Kadettenschule. Zunächst Fähnrich im 4. Garde-Regiment zu Fuß wurde er im August 1906 zum Leutnant befördert. Im September 1912 kam er zur Schutztruppe für Kamerun, wo er sich ab 1913 als Landwirt im Gebiet der Residentur Ngaundere betätigte. Am Ersten Weltkrieg nahm er mit der Schutztruppe in Kamerun teil  und wurde nach dem Ende der Kampfhandlungen 1916 auf Fernando Póo beziehungsweise in Spanien interniert. Nach dem Ende des Ersten Weltkrieges und Entlassung aus der Armee im Rang eines Majors a. D. trat er 1920 während der Weimarer Republik in die Sicherheitspolizei ein. Ab 1924 lebte er zeitweise in Amsterdam und danach in Berlin-Halensee.
Nach der Machtergreifung durch die Nationalsozialisten trat er zum 1. April 1933 der NSDAP bei (Mitgliedsnummer 1.774.480). Ab Oktober 1933 war er Adjutant des Reichskriegerführers Wilhelm Reinhard. Im Januar 1935 wurde er in die Allgemeine SS im Rang eines Standartenführers aufgenommen (SS-Nummer 261.406) und wurde im April 1937 bis zum Oberführer befördert, seinem in dieser NS-Organisation höchsten erreichten Rang. Er veröffentlichte 1938 seine Erinnerungsschrift „Kreuz und quer durch Kamerun: Selbsterlebtes“.
Er kehrte 1939 in den Polizeidienst zurück und erhielt im Polizeipräsidium Nürnberg eine Einweisung in polizeiliche Aufgaben. Nach dem Überfall auf Polen zu Beginn des Zweiten Weltkrieges war er ab Anfang Oktober 1939 zunächst kommissarisch und ab August 1941 definitiv Polizeipräsident in Bromberg. Von dort wechselte er im Mai 1942 nach Kassel, wo er bis März 1944 ebenfalls als Polizeipräsident fungierte. Danach soll er wieder nach Bromberg versetzt worden sein.
Nach Kriegsende wurde er interniert und nach Polen ausgeliefert, wo er 1947 in Gefangenschaft starb.